# Президентство Джо Байдена
Президентство 46-го президента США Джозефа Робінета Байдена молодшого почалося 20 січня 2021 роки після прийняття присяги на інавгурації.

## Президентські вибори 2020 року
У квітні 2019 року Байден заявив про свій намір балотуватися в президенти від Демократичної партії на майбутніх виборах.
3 листопада 2020 року в США відбулися президентські вибори, на яких перемогу здобув колишній сенатор від Делавера і віце-президент при Бараку Обамі, набравши рекордні для Америки 81,3 млн голосів. Незабаром кампанія Дональда Трампа ініціювала кілька судових позовів проти результатів голосування в Пенсільванії, Аризоні, Джорджії, Вісконсині, Неваді і Мічигані. 15 грудня 2020 року Колегія вибірників проголосувала за обрання Джо Байдена 46-м президентом Сполучених Штатів.
20 січня 2021 року відбулася інавгурація Джо Байдена.

## Внутрішня політика
У перший день свого президентства, 20 січня 2021 року, Джо Байден скасував ряд указів Трампа: зупинив вихід з ВООЗ і Паризької угоди про зміну клімату, будівництво стіни на кордоні з Мексикою, дозволив громадянам з ряду мусульманських і африканських країн в'їзд в США і скасував будівництво нафтопроводу Keystone XL на прохання екологів, а також новообраний президент зобов'язав 100 днів носити медичні маски в держустановах і при перетині штатів.

### Пандемія COVID-19
21 січня Байден доручив закупити додаткові 100 мільйонів доз вакцини Moderna і Pfizer. За словами президента, замовлених доз вакцини американською владою в цілому складе від 400 до 600 мільйонів. Пізніше Байден відновив заборону на в'їзд Громадянам  Федеративної Республіки Бразилії  Республіки Ірландії , Сполученого Королівства Великої Британії та Північної Ірландії Південно-Африканської Республіки та 26 європейських країн.

#### Американський план порятунку
14 січня 2021 року Джо Байден оприлюднив стратегію «Американський план порятунку», який передбачає виділення трильйона доларів для надання прямої допомоги американцям, постраждалим від безробіття, спровокованого обмеженнями у зв'язку з пандемією коронавірусу. У нього входить щомісячна оплата 1400 доларів на одного працюючого, продовження страхування по безробіттю, надання екстреної допомоги бідним сім'ям з дітьми та літнім людьми. План додатково включає 350 мільярдів доларів у вигляді підтримки служб швидкого реагування, а інша частина йде на гранти для малих підприємств і транспортних агентств; 400 мільярдів доларів на національний план вакцинації і відкриття шкіл і 10 мільярдів доларів на інформаційні технології, модернізацію федеральної кібербезпеки. Вакцини, згідно зі стратегією, будуть безкоштовно доступні для всіх громадян незалежно від імміграційного статусу.

### Соціальна політика
У перші дні свого президентства Байден зосередився на «просуванні рівності, громадянських прав, расової справедливості і рівних можливостей». 25 січня 2021 року Байден підписав указ про зняття заборони на військову службу трансгендерним людям, введеного попереднім президентом Трампом.
26 січня 2021 року Мінфін США запропонував помістити на двадцятидоларову купюру темношкіру аболіціоністку Гаррієт Табмен.

## Зовнішня політика

### Китай
2 лютого 2023 року ймовірно китайська розвідувальна куля була помічена в польоті над повітряним простором США в штаті Монтана, потенційно для збору інформації, пов'язаної з ядерними шахтами в цьому районі. Через два дні Сполучені Штати збили його над Атлантичним океаном, мотивуючи це питаннями національної безпеки. Уряд Пекіна висловив сильне невдоволення та протест проти застосування США сили, назвавши це порушенням міжнародної практики. США заявили, що повітряна куля є порушенням їхнього суверенітету. Інцидент з повітряною кулею стався після попередніх дій уряду Китаю, націлених на США, включно з крадіжкою Китаєм дизайну F-35 приблизно п'ятнадцять років тому та успішними кібератаками, спонсорованими урядом Китаю, на файли Управління кадрових ресурсів Сполучених Штатів Америки (2015), Anthem Inc.(2015), а також системи Marriott International (2018).
2022 року США та їх союзники запровадили суворий додатковий експортний контроль над продажем «основоположних технологій» (включно з передовими напівпровідниковими мікросхемами та пов'язаними технологіями) до Китаю з метою перешкоджати будь-якому нарощуванню китайської армії. Адміністрація Байдена також намагалася підтримувати ланцюги постачання у критичному секторі незалежним від Китаю.
11 лютого 2023 року Міністерство торгівлі США заборонило шістьом китайським компаніям, пов'язаним з аерокосмічними програмами китайської армії, купувати американські технології без дозволу уряду. Ці шість підприємств включають Nanjiang Aerospace Technology з Пекіна; 48-й науково-дослідний інститут китайської корпорації Electronics Technology Group; Технологія дистанційного зондування Dongguan Lingkong; Авіаційна науково-технічна група Eagles Men; Tian-Hai-Xiang Aviation Technology в Гуанчжоу спільно з науково-технічною групою Shanxi Eagles Men.
У квітні 2023 року Китай наклав санкції на представника США Майкла Маккола у відповідь на поїздку до парламенту президента Тайваню Цай Інвень.

### Росія
22 січня 2021 року Байден заявив про намір продовжити договір СНО-III на 5 років. 27 січня відбулися перші телефонні переговори з президентом Росії Володимиром Путіним, на яких політики обговорили продовження договору СНО-III.
16 червня 2021 року Байден на зустрічі в Женеві обговорив із Путіним стосунки між США та РФ, долю Олексія Навального та співпрацю. Це була перша офіційна зустріч Байдена як президента США з Путіним.

## Рейтинг
У січні 2021 року, на тлі суспільного обурення політикою Трампа у США, і його спробою здійснення державного перевороту 6 січня 2021, рейтинг Байдена злетів до рекордних за всю історію 56%. Але медовий місяць Байдена і американців тривав недовго, вже влітку того ж року, він опустився нижче 50%, через програну війну з ковідом, і катастрофічну поразку в Афганістані. Впродовж осені 2021 він продовжив падіння — у вересні він становив 45%, у жовтні — 38%, а в листопаді — 36%. У грудні він трошки підвищився, проте вже у січні 2022 знову впав аж до 33%. У лютому-березні 2022 року у зв'язку з Україною він трошки зріс (до 40-42%) але через непослідовність і незрозумілість дій президента, він знову обвалився до 29-33% (станом на літо 2022).